# 마이클 쉐어

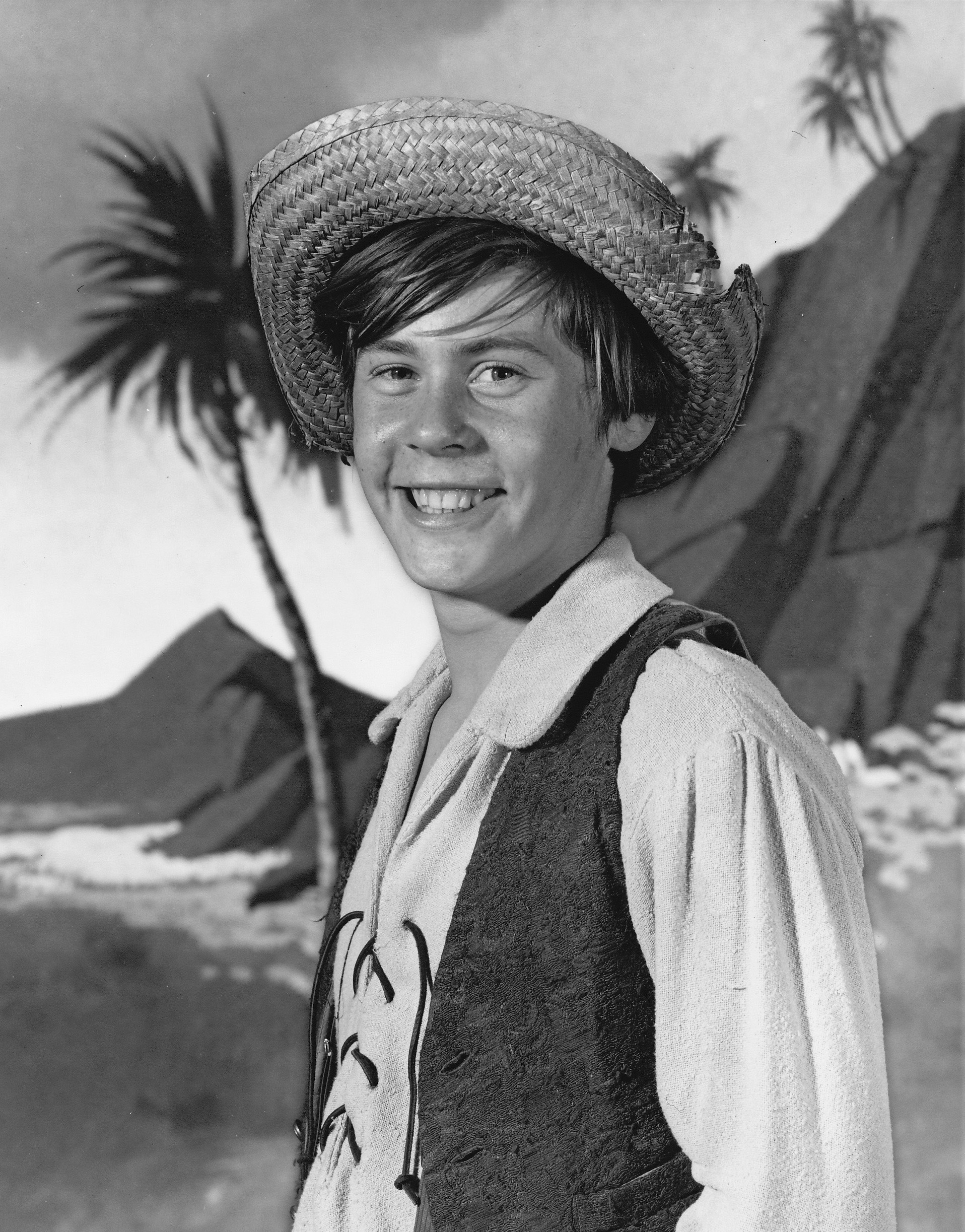

마이클 쉐어(Michael Shea, 1952년 11월 4일 ~ )는 미국의 배우, 텔레비전 배우, 모델이다.

## 방송
- 허클베리 핀의 모험

## 영화
- 허클베리 핀의 모험 (1968년)
- 범고래 나무 (1966년)
- 디즈니랜드 (1954년)